# Zighrin
Zighrin (arab. زغرين) – miejscowość w Syrii, w muhafazie Hama. W 2004 roku liczyła 2327 mieszkańców.